# Nibung (Koba)
Nibung is een bestuurslaag in het regentschap Bangka Tengah van de provincie Bangka-Belitung, Indonesië. Nibung telt 3591 inwoners (volkstelling 2010).